# Les Cousines (film, 1969)
Pour les articles homonymes, voir Cousine (homonymie).
Pour plus de détails, voir Fiche technique et Distribution.
Les Cousines (Yellow - Le cugine) est un giallo italien réalisé par Gianfranco Baldanello et sorti en 1969.

## Synopsis
À la mort de son grand-père âgé qu'on enterre ce jour-là, la blonde Valentina, accompagnée de son mari Pierre Chéry, un artiste français qu'elle a récemment épousé, arrive au domaine familial de la Villa Alba. Valentina est l'exacte opposée de sa cousine  Marta : si Valentina est épanouie et expansive, la brune Marta, quoique d'une beauté austère, a conservé des mœurs en apparence plutôt conservatrices. Le couple s'installe à demeure jusqu'à l'ouverture du testament du défunt. 
La cohabitation entre Valentina, Pierre et Marta s'avère difficile, Marta tolérant mal les attitudes désinvoltes du jeune couple, sans doute par dépit de voir sa cousine si pleinement heureuse en amour. Les dernières volontés du grand-père attribuent la totalité de la propriété de la Villa à Valentina, Marta en obtenant l'usufruit, un partage qui les oblige à cohabiter malgré la distance qui les a séparé depuis leur enfance sous ce même toit.
Valentina et Pierre organisent le soir-même une fête à laquelle ils convient cinq de leurs amis dont un joueur de sitar indien. L'ambiance, lourde de fumée opiacée et d'alcool est bientôt érotisée par le rythme lancinant du sitar. Marta, invitée d'honneur car elle même est pianiste, ne peut supporter longtemps la sensualité des couples présents et s'éclipse affolée. Elle est rejointe par un des jeunes hommes qui tente d'abuser d'elle mais elle lui échappe et court vers sa chambre, se remémorant alors un épisode douloureux d'une expérience sexuelle traumatisante de son adolescence.
Le lendemain, Valentina parcourt le domaine, un appareil photo en main, capturant des images bucoliques de la ferme jusqu'à ce qu'elle fixe dans son viseur l'image de Marta et Pierre s'embrassant. Entretemps, il est vrai que Pierre a tout fait pour séduire Marta, afin de se convaincre que la belle cousine n'est pas aussi prude qu'elle veut le laisser croire et qu'elle a même une certaine attirance pour lui. Mais ce petit jeu libertin ne plait pas du tout à Valentina. Le soir venu, la crise de jalousie éclate, les injures fusent et Pierre, ivre, part se réfugier dans le petit moulin à aubes, au fond de la propriété –un vieux bâtiment désaffecté à l'escalier en bois pourri et dangereux qu'il avait visité avec Valentina quelques jours plus tôt.
Au matin, le drame est découvert. Valentina est retrouvée morte. La police suppose qu'elle a tenté de rejoindre Pierre dans la nuit, qu'elle a chuté de l'escalier et s'est noyée. Au comissariat, Marta confirme cette hypothèse et l'affaire semble devoir être rapidement classée. Mais Pierre est soudainement pris d'un doute : c'est bien lui qui a failli se rompre les os en brisant la marche en bois du moulin et non Valentina. Quelque chose est arrivé cette nuit-là à sa femme et il veut savoir quoi. C'est pourquoi il prolonge son séjour à la Villa, faisant mine de se laisser tenter par les charmes de Marta sans laisser transparaître ses soupçons.
Cependant, en nettoyant la citerne d'eau, le jardinier Romolo découvre une masse entourée du maillot ensanglanté de Pierre, masse dont il s'était servi pour restaurer la statue d'un angelot trouvée enfouie dans une fontaine. Ces pièces à conviction l'accusent indiscutablement du meurtre de sa femme. Romolo en fait part à Marta qui lui ordonne de n'en parler à quiconque avant de mettre en sureté ces preuves dans un coffre-fort dissimulé derrière un tableau. Elle espère ainsi tenir Pierre à sa merci et le faire renoncer à repartir à Paris.
Marta croit avoir gagné la partie lorsque Pierre passe ses jours et ses nuits à l'aimer. Mais la romance s'interrompt quand un inspecteur vient leur poser quelques questions, prolongeant une enquête qu'ils pensaient terminée. Il fouine alentour, interroge et retrouve le soulier oublié de Valentina près du moulin. Prétextant une panne mécanique, il demande l'hospitalité à Marta pour la nuit qui propose alors de le raccompagner, ce qu'il décline en avançant qu'il ne supporte pas la place de passager. Il passera donc la nuit à la Villa.
Dans la soirée, Pierre menace Marta de la quitter si elle ne lui donne pas les preuves qu'elle détient et qui peuvent le faire condamner. Il la frappe puis la possède brutalement. Elle finit par céder, non à la violence mais devant la peur de le voir l'abandonner. C'est ainsi qu'elle descend ouvrir le coffre-fort dont elle seule possède les clefs. A cet instant, l'inspecteur de police intervient et lui demande de lui remettre la masse et le maillot qui l'entoure. Marta est piégée mais elle peut encore espérer que l'on accuse Pierre du crime.
En compagnie de Marta et Pierre, c'est une tout autre histoire que reconstitue l'inspecteur. Retour en arrière, cette nuit fatidique où Marta parvient à convaincre Valentina de se réconcilier avec Pierre. Elle la conduit en auto au moulin, avisant la masse dans l'atelier, qu'elle saisit et emporte avec elle. Là, elle assomme sa cousine et la traîne jusqu'à une mare, sa bottine se détachant du pied de Valentina. Puis elle essuie ses mains rougies de sang sur le maillot de Pierre et jette le tout dans la citerne d'eau. Marta nie cette version. Mais la photo prise par Valentina qui les montrait, elle et Pierre, s'embrasser, confirme la présence de la masse dans l'atelier fermé. Or, elle seule en avait la clef. 
L'inspecteur précise à Marta que c'est Pierre qui a demandé un complément d'enquête et qui a aiguillé la police sur la piste du crime. Marta, vaincue, moralement effondrée, avoue. Elle demande à l'inspecteur de lui laisser le temps de se préparer et sort non sans avoir servi un verre de whisky à Pierre. Cet amour auquel elle avait tant voulu croire n'avait donc été qu'une comédie destinée à la circonvenir.
Pierre met en garde l'inspecteur trop confiant. Il a tort de la laisser seule. Comprenant soudainement le danger, l'inspecteur se précipite dans l'escalier. Trop tard, un coup de feu éclate. Marta a mis fin à ses jours. 
A présent libre et immensément riche puisqu'il hérite de tous les biens de son épouse et de sa cousine, on retrouve Pierre au volant de son Alfa-Romeo rouge. Il s'arrête pour prendre une auto-stoppeuse. Sans un mot, il allume deux cigarettes et lui en tend une avant de repartir et traverser un pont au bord de la mer, abordant une rive nouvelle de sa vie.

## Fiche technique
- Titre français : Les Cousines[1]
- Titre original italien : Yellow - Le cugine[2]
- Réalisateur : Gianfranco Baldanello
- Scénario : Augusto Finocchi, Vittorio Metz
- Photographie : Luciano Trasatti (it)
- Montage : Bruno Mattei
- Musique : Lallo Gori
- Décors : Emilio Zago
- Costumes : Dafne Ciarrocchi
- Production : Giuseppe Maggi, Mario Maggi, Alexander Hacohen
- Société de production : Cinematografica Associati
- Pays de production :  Italie
- Langue originale : italien
- Format : Couleurs par Eastmancolor - 1,85:1 - Son mono - 35 mm
- Durée : 89 minutes
- Genre : Giallo
- Dates de sortie :
  - Italie : 7 octobre 1969
  - France : 1971 (année incertaine[1])

## Distribution
- Lisa Seagram : Marta Garbini
- Maurizio Bonuglia : Pierre
- Caterina Barbero : Valentina
- Franco Ricci : maresciallo Fiore
- Renato De Carmine : Alberto Saccara
- Attilio Dottesio : Romolo
- Luigi Ida (sous le nom de « Luigi Idà »)